# Stockham (Nebraska)
Stockham ist ein Dorf (Village) im Hamilton County im Süden von Nebraska, Vereinigte Staaten. Das U.S. Census Bureau hat bei der Volkszählung 2020 eine Einwohnerzahl von 32 ermittelt.

## Geschichte
Gegründet wurde Stockham 1888, nachdem die Fremont, Elkhorn and Missouri Valley Railroad ihr Streckennetz 1887 hierher ausbaute. Die ersten Einwohner zogen aus dem eine halbe Meilen entfernt gelegenen gleichnamigen Dorf Stockham hierher. Dort gab es bereits seit 1876 ein Postamt im Haus von Joseph Stockham, der den Orten den Namen gab. Mit der Eisenbahn wuchs der Ort. Schnell gab es zwei Banken, drei Getreidesilos, zwei Hotels, einen Schmied, verschiedene Gemischtwaren- und Lebensmittelläden, ein Theater, ein Drogerie und ein Dutzend andere Geschäfte. 1920 lebten bereit 250 Bürger im Ort.

## Geografie
Der Ort liegt rund 20 Kilometer südlich von Aurora. Die nächstgelegenen größeren Städte sind Grand Island (51 km westlich) und Lincoln (120 km östlich).

## Verkehr
Der Ort ist über den Nebraska Highway 14 zu erreichen, der im Westen in rund 4 km Entfernung vorbeiführt.
Der nächstgelegene Flugplatz ist der Aurora Municipal Airport.